# イーデス・ハンソン
イーデス・ハンソン（Edith Hanson, 1939年8月28日 - ）は、日本で活動するアメリカ人のタレント、エッセイスト。オフィス・トゥー・ワン所属。

## 来歴
デンマーク系の宣教師の子として父の任地であるインド北部のウッタラーカンド州デヘラードゥーン県マスーリー（海抜1825m）で5人兄妹の末娘として生まれる。9歳まで在住。1960年、米国のオクラホマシティ大学在学中に、大阪大学の客員教授として赴任した遺伝生物学者だった4番目の兄アール・ドーチェスター・ハンソン と一緒に来日。1963年、文楽の人形遣い吉田小玉と結婚するが、1965年に離婚。
1966年まで大阪在住（そのため、流暢な大阪弁をしゃべる）。以後、東京でのタレント活動などを経て、1987年、和歌山県田辺市中辺路町の山里に移住、熊野古道の散策と田舎暮しを楽しむかたわら、インド、アメリカ、日本での経験を基に、人権、異文化・多民族共生、環境問題などに発言と執筆を続けている。
国際的人権擁護団体のアムネスティ・インターナショナル元日本支部長（1986年-1999年）。日本支部の社団法人化以後は特別顧問を務める。ベトナム、ラオス、カンボジアなどの児童の生活支援・教育環境改善を目指す特定非営利活動法人エファジャパン理事長（2004年 - ）。
中学時代から来日前までフレンチホルンの演奏を学んでおり一時プロを志したほど、音楽にも造詣が深い。来日後は、日本舞踊や華道、書道の他、茶道を学ぶ過程で触れた日本の現代陶器をこよなく愛し、趣味の一つとなっている。
名前にまつわるエピソードが有名。直木賞作家の半村良（筆名）と彼女の本名が偶然に符合していた（イーデス・ハンソン　→　良いです、半村　→　半村良）ことから、「彼女のファンだった半村良が筆名にした」という噂が一時流布され、今も筆名由来などでそれが受け売りされている。当事者が雑誌の対談で偶然の一致を面白がり、誤解も一種のシャレとして楽しむことにした、というのが真相である。
大の野球好きで、パ・リーグびいき。特に大阪近鉄バファローズファンで知られ、オリックスとの合併反対運動にも参加し各メディアを通じて訴え続けた。いつも観戦する席は記者席の前であり、守備配置やグラウンド全体が見渡せるバックネット裏上段である。近鉄バファローズ消滅後も「あのコたち（元近鉄の選手のこと）が気になって」観戦を続けている。
またプロレスファンでもあり、特にジャイアント馬場と、馬場が率いる全日本プロレスに心酔していた。大一番のテレビ中継では、リングサイドで観戦する彼女の姿が毎回といっていいほど映されていた。馬場が逝去した時は、日本武道館での葬儀にも参列して献花を行った。
桂枝雀とはテレビ番組で共演するなど交流が深かった。枝雀が生前所属していた米朝事務所の株主（100株保有）である。事務所のオーナーだった3代目桂米朝によると、ハンソンが株主になったのは「株主総会が見たい」という理由で、「1株だけ」が希望だったがそれでは株主になれないため、最低条件の100株を持つことになった。
かつて『ハイ!土曜日です』（関西テレビ）のアシスタントを務めるなど、テレビ番組に多数出演していたが、和歌山県での田舎暮らしを始める頃から、講演、執筆活動に重点を移してテレビ出演はしていなかった。
2006年秋のNHK朝の連続テレビ小説『芋たこなんきん』で突如復帰し、以降も度々女優としての活動を再開している。
また、来日当初の女優活動として有名な物に映画『アルプスの若大将』での若大将の友人を頼って来日し、若大将の家にホームステイしたフランスのリセエンヌ役がある。
大阪府にある近畿大学（近大）が2010年春に新設した「総合社会学部」の客員教授に就任。
3番目の兄、ロバート・M・ハンソン（Robert M. Hanson、1920年2月4日 - 1944年2月3日）は、第二次世界大戦中の米海兵隊エースパイロットの一人として知られている。公認撃墜25機の記録を残しているが、ニューアイルランド島セント・ジョージ岬の日本軍陣地を攻撃中に撃墜され戦死している。

## 作品

### 映画
- ばりかん親分（1963年、松竹） - キャサリン 役
- 青い目の嫁はん （1964年、松竹京都）
- 僕はボディガード（1964年、東宝） - 王女 役
- アルプスの若大将（1966年、東宝） - リシェンヌ 役
- 複雑な彼（1966年、大映東京） - アン・ホーダー 役
- ザ・スパイダースのゴーゴー向う見ず作戦（1967年、日活）
- 青春の風（1968年、日活） - エリザベス夫人 役
- ガメラ対大悪獣ギロン（1969年、大映東京） - エルザ（トムの母） 役
- ぷりてぃ・ウーマン（2003年、光和インターナショナル） - 茂森ジェーン 役
- 脇役物語（2010年、東京テアトル）- ジェーン 役

### テレビドラマ
- 芋たこなんきん（2006年、NHK） - りん 役
- マグマ大使（フジテレビ）
- ポーラテレビ小説 パンとあこがれ（TBS） - プルボー校長 役
- キイハンター　第3話「誘拐の城」（TBS）
- 泣いてたまるか 第1話「ラッパの善さん」（TBS）
- 青空に叫ぼう　第26話「マリヤ様がやって来た」（NET）

### その他の番組
- うわさの報告書（1975年 - 1976年、12ch） - 司会
- 宇宙大爆笑（1968年、NETテレビ）- 司会

### ラジオ番組
- ABCヤングリクエスト（朝日放送ラジオ）
  - 「イーデス・ハンソンのひと口英語」
- 2007年 吉田照美 ソコダイジナトコ（文化放送）
  - 「7時のリアルドクトリン」木曜日電話スピーカー（電話出演）※2007年4月から2008年3月まで出演

### 著書
- カタコト英語で十分です 実業之日本社・新書 1969
- 英会話ペラペラ 実業之日本社・新書 1970
- 英語の決まり文句 実業之日本社・新書 1971
- 花の木登り協会（小説）講談社 1976 のち文庫
- ハンソン対談 講談社 1977
- 阿呆にて候 毎日新聞社 1978
- 私の日本私の西洋 深田祐介対談 文藝春秋 1978 のち文庫
- インド片恋い 文藝春秋 1981
- 世界人権宣言 武者小路公秀共著 岩波ブックレット 1982
- 会員制の国・ニッポン 講談社 1982
- Ms.ハンソンのうろちょろエッセイ 集英社 1985
- ハンソンさんの山の落書き WAVE出版 1997
- 南西斜面からのたより 小学館文庫 1998

### 音楽作品
- 青い目の嫁はん / 大阪ええとこ（シングル。1964年、キングレコード EB-1037） - A面曲は映画『青い目の嫁はん』主題歌